# Obręcz kończyny górnej
Obręcz kończyny górnej, obręcz barkowa człowieka (łac. cingulum membri superioris) – struktura kostna, połączona za pomocą stawów. Jest punktem podparcia dla mięśni kończyn górnych. Połączone są z nią kończyny: prawa i lewa ręka.

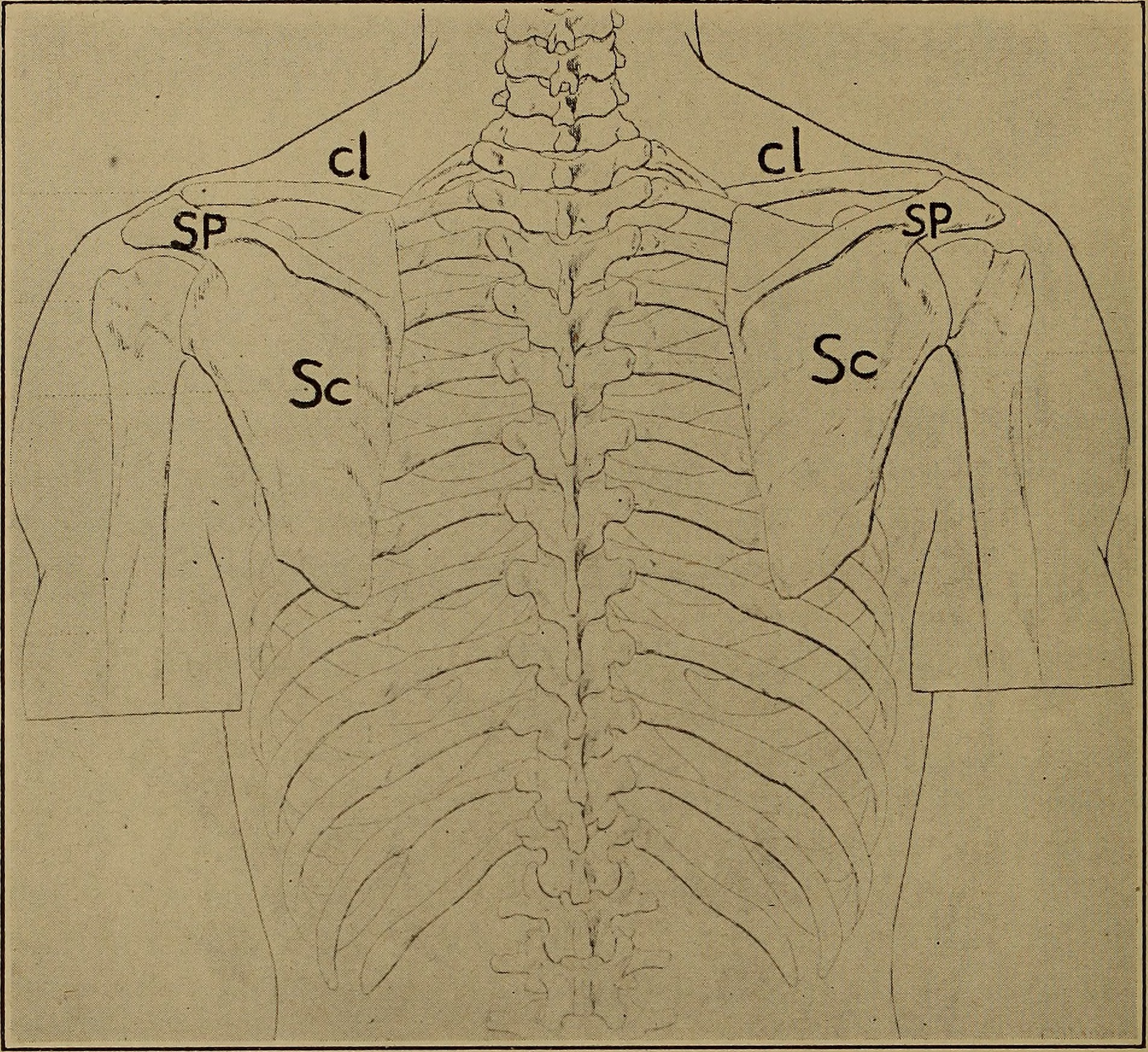
Obręcz barkowa, widok z tyłu: Sc – łopatka (łac. scapula); Cl – obojczyk (łac. clavicula); Sp – wyrostek barkowy (łac. spina scapulae)

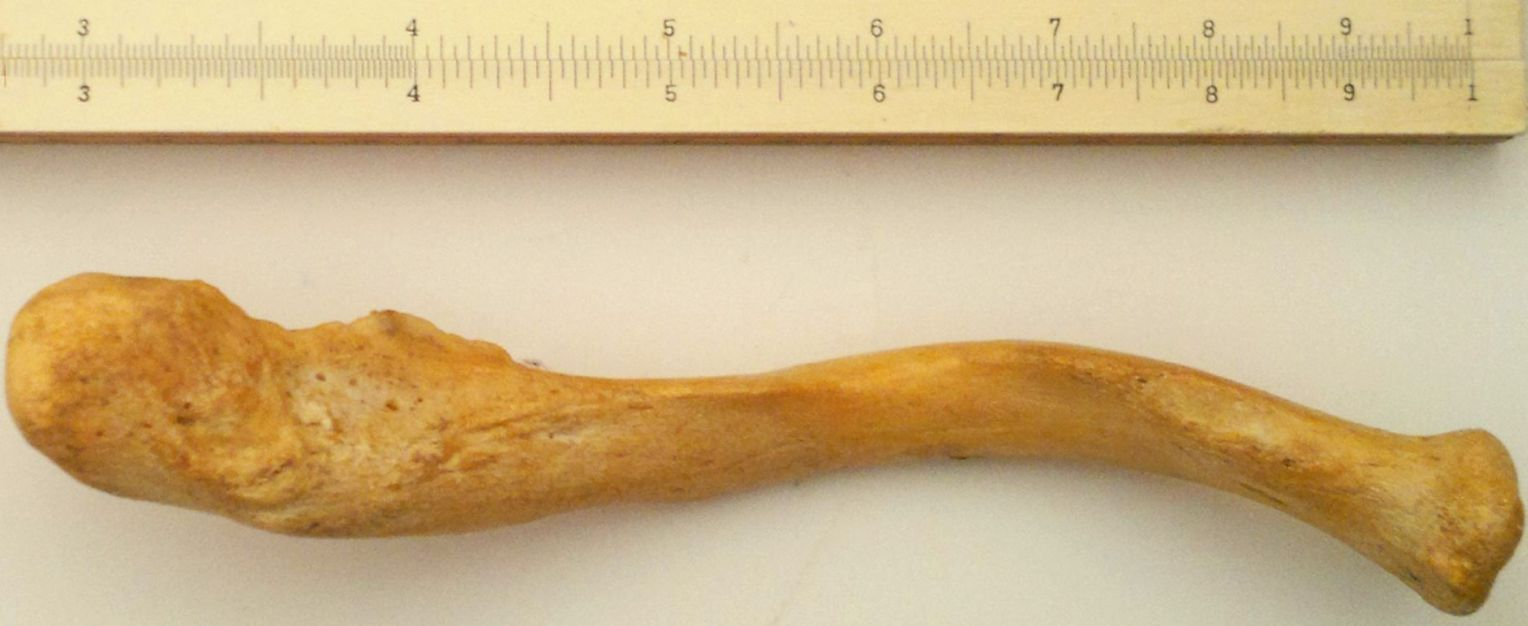
Obojczyk ludzki (clavicula)

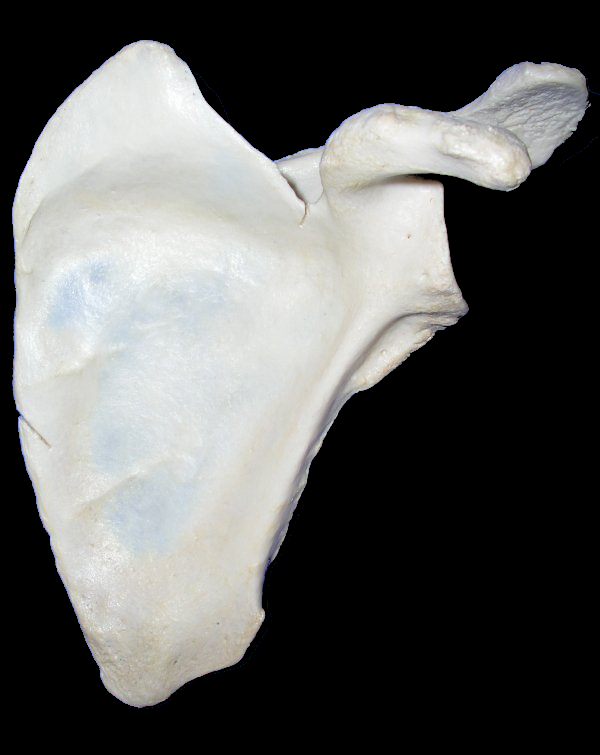
Łopatka ludzka (scapula)

## Opis

### Stawy
Na obręcz kończyny górnej składają się cztery stawy. Są nimi staw mostkowo-obojczykowy (łac. articulatio sternoclavicularis), który jest wzmocniony więzadłem międzyobojczykowym (łac. ligamentum interclaviculare), które zarazem łączy obręcze: prawą oraz lewą, staw barkowo-obojczykowy, staw ramienny oraz staw łopatkowo-żebrowy

### Kości
Obręcz kończyny górnej tworzą:
- łopatka (łac. scapula),
- obojczyk (łac. clavicula)

Obojczyk jest mocną, wygiętą w kształcie litery S kością długą, położona bezpośrednio pod skórą; stanowi ona wyraźną granicę między szyją a klatką piersiową. Obojczyk biegnie obustronnie od górnego końca mostka, gdy ramię zwisa, mniej więcej poziomo, w kierunku poprzecznymi nieco ku tyłowi, przed pierwszym żebrem i ponad nim, przylegając swym końcem bocznym do wyrostka barkowego łopatki.
Na obojczyku odróżniamy: część środkową i dwa końce: przyśrodkowy, skierowany do mostka i boczny, skierowany ku łopatce.
Część przyśrodkowa obojczyka jest wyraźnie widoczna, szczególnie gdy obręcz kończyny górnej jest podniesiona, ponieważ wtedy dół nadobojczykowy jest znacznie pogłębiony. Pozostały odcinek kości wraz z końcem barkowym jest wszędzie wyczuwalny; u osób chudych również ten odcinek jest widoczny.
Łopatka jest płaską, cienką, trójkątną kością która przylega do ściany grzbietowej klatki piersiowej. Łopatka stanowi część tylną obręczy. Jest ona zawieszona swobodnie między mięśniami, tylko bocznie połączona stawowo z obojczykiem i kością ramienną.
Odróżniamy na niej dwie powierzchnie, trzy brzegi i trzy kąty.
Pionowa postawa i duża ruchomość kończyny górnej doprowadziły do silnego rozwoju mięśni obrotowych stawu ramiennego, które z kolei wywołały wydłużenie łopatki. Cechą charakterystyczną łopatki człowieka jest jej znaczna długość.

### Mięśnie
Mięśnie, które działają na obręcz kończyny górnej:
- podgrzebieniowy (łac. musculus infraspinatus)
- nadgrzebieniowy (łac. musculus supraspinatus)
- obły większy (łac. musculus teres major)
- obły mniejszy (łac. musculus teres minor)
- podłopatkowy (łac. musculus subscapularis)
- naramienny (łac. musculus deltoideus).
- głowa długa mięśnia dwugłowego ramienia[5]